# Kutchin
Los kutchin o Gwich'in son una tribu indígena perteneciente al grupo de lenguas na-dené, también llamada loucheux (bizcos en francés), aunque ellos se hacen llamar taht “pueblo”. Se da este nombre a un colectivo de tribus distintas que los expertos no aciertan a clasificar. 

## Localización
Se dividían en nueve o diez bandas locales, localizadas así:
- En Alaska
  - Dihai o Kwitcha-kutchin, en la zona costera del Mackenzie y Anderson.
  - Kutcha-kutchin, (“gente que está en contra”), en la confluencia del río Yukón y el Porcupine.
  - Natsit o Natche-kutchin, del río Porcupine a las montañas Romanoff.
  - Tennuth o Tana-kutchin (“gente de las montañas”), en la zona más septentrional del Yukón.
  - Tranjik, Arteokutchin o Tehanin-kutchin, en el alto Yukón, cerca de la costa del Pacífico.
  - Vunta o Vaenkutchin (“gente de los lagos”), también llamados Rat Indians, al este de los Natsit.
- En Canadá
  - Tatlit o Tehtlet Kutchin, en el río Peel.
  - Nakotcho o Nakotco-ondjog-kutchin, en el río Mackenzie.
  - Takkuth, Tuk-kutk-kutchin o Dakase (“bizcos”), en las fuentes del Porcupine.

Algunos consideraban a los koyukon, khotana, han y tutchone como miembros de la tribu kutchin.

## Demografía
En 1970 eran 1.100 individuos. En 1990 había 2.600, de los cuales 1.500 aún hablaban su lengua.
En Alaska, según datos del BIA de 1995, eran 1.052 en los poblados de Arctic Village (95 h) de los neetsai, Birch Creek (40 h) de los dendu, Eagle (29 h) de los han kutchin, Venetie (185 h), Stevens (98 h), Fort Yukon (518 h) y Chalkyitsik (87 h).
Según datos del censo canadiense de 2001, había 5.981 individuos en las reservas:
- En los Territorios del Noroeste, hay 2.590 individuos en Aklavik (414 h), Gwichya Gwich'in (395 h), Fort McPherson (1.301 h) y Inuvik (480 h).
- En Yukón, hay 3.391 individuos en Champagne-Aishihik (571 h), Tr'ondëk Hwëch'in (665 h), Kluane (135 h), Nacho Nyak Dun (462 h), Vuntut Gwitchin (503 h), Selkirk (497 h) y Little Salmon-Carmacks (558 h).

## Costumbres
Vivían en la zona fronteriza del bosque de coníferas con la tundra, y tenían una inusual organización social; dividían cada banda o tribu en tres castas exogámicas o subgrupos, pero no conocían rangos o estatus heredables. Sus hombres llegaban a jefes mediante una demostración de liderazgo o de poder. Eran belicosos y no tenían piedad por los enemigos, fuesen hombres, mujeres o niños. Nunca tomaban esclavos ni prisioneros.
Los hombres eran guerreros, pescadores y cazadores de caribú, alce, carneros salvajes, gamos, osos y otros mamíferos, usando arco y flechas hasta 1870. También pescaban salmones y arenques con arpones, redes, anzuelos y embalses. Las mujeres quedaba relegadas a las tareas domésticas y estaban excluidas de las tomas de decisión. Los viejos y los incapaces de valerse por sí mismos eran generalmente expuestos a morir.
En muchos aspectos recogían influencias inuit, con los cuales comerciaban y luchaban. De ellos copiaron la elaboración de ropa con piel de caribú (más claramente, los mitones y capuchas esquimales), varias armas de caza y el trineo. También tomaron muchas costumbres de los indios del sur y este, como pintar sus caras y pieles, llevar plumas en la cabeza y decorar la ropa con cuentas y flecos.
Sus casas eran únicas: cabañas cupuladas hechas con palos y ramas de abeto o de pino en un terraplén con nieve en invierno y ventiladas con un agujero en el techo para dejar salir el humo.
Se sabe poco de su religión. Adoraban los festines, la lucha como juego, las canciones y las danzas. También creían en los hombres arbusto que vivían en el bosque y se comían a la gente.

## Historia
En 1789 fueron visitados por Alexander MacKenzie, y en 1821 su territorio quedó en manos de la North West Company.
En 1847 iniciaron el comercio con Fort Yukon, en el río Porcupine, de pieles de castor y de caribú a cambio de conchas. Más tarde construyeron el puesto comercial de Fort Good Hope.
En 1862 el p. Emile Petiot estableció una misión católica entre ellos, mientras que W.W. Kirby fundó una episcopaliana.
En 1896 se encontró oro en Klondike y se inició la colonización blanca en su territorio, lo cual trajo el alcohol, enfermedades y aculturación.
El miembro más destacado de la tribu es la escritora Velma Wallis.